# Monty Oxy Moron
Monty Oxymoron també Monty Oxy Moron (Nom legal Laurence Burrow, nascut el 27 de setembre de 1961 en Cambridge, Anglaterra, és un teclista conegut sobretot per formar part del grup de punk rock The Damned.

## Biografia
Les seves bandes anteriors inclouen Punk Floyd i Dr. Spacetoad Experience, amb Captain Sensible. Va llançar alguns projectes en solitari als anys 80 i 2000. Es va unir als Damned a principis de 1996 i continua fent gira i gravant amb ells. Monty també treballa com a teclista i percussionista amb els Sumerian Kyngs i com a teclista amb Tim Burness.
Ha parlat de l'amor per la música psicodèlica, la influència de la qual diu haver escoltat als àlbums anteriors dels Damned-pre Oxymoron, començant amb Machine Gun Etiquette de 1979. El 2007, juntament amb el seu company de grup de Damned Sensible, va assistir a un concert de tribut al fundador de Pink Floyd, Syd Barrett.
A la dècada de 1980 es va formar en infermeria psiquiàtrica i des d'aleshores treballa com a infermer a temps parcial.

## Discografia

### Sol
- Acorn Beer and Chestnut Wine (1984, Acid Tapes) (com a Monty the Moron)
- Tune into Channel Z (1984, Acid Tapes) (com a Monty the Moron)
- Tales from the Second Attic (1984, Acid Tapes) (com a Monty the Moron)
- Dr. Swastika Pumpanicle's Analysis (1986, Acid Tapes) (com a Monty the Moron)
- Living My Life Backwards (2005, Oxymusic)
- 18 Symptoms of Musical Insanity (2006, Bendi) (com a Monty the Moron)
- Mad Hatti's Reunion With Paradise (2007, Oxymusic)
- Visions of the Ecstcom ay Aunt (2010, Monty Oxymoron)

### Amb Captain Sensible
- Mad Cows and Englishmen (1996, Scratch)

### Amb The Dr. Spacetoad Experience
- Time Machine (1996, Blueprint)

### Amb The Damned
- Grave Disorder (2001, Nitro)
- So, Who's Paranoid? (2008, The English Channel)
- Evil Spirits (2018, Search and Destroy / Spinefarm)
- The Rockfield Files (2020, Search and Destroy / Spinefarm)
- Darkadelic (2023, earMUSIC)

### Amb Sumerian Kyngs
- Post Art Pop Offensive (2016, 2Right Records)